# Passalora abscondita
Passalora abscondita är en svampart som först beskrevs av Deighton, och fick sitt nu gällande namn av U. Braun & Crous 2003. Passalora abscondita ingår i släktet Passalora och familjen Mycosphaerellaceae.   Inga underarter finns listade i Catalogue of Life.